# Itheum robustum
Itheum robustum là một loài bọ cánh cứng trong họ Cerambycidae.